# رضوانی بیست
رضوانی بیست (به انگلیسی: Rezvani Beast؛ به معنای هیولا)، یک خودروی اِسپُرت دو در است که توسط شرکت رضوانی موتورز ساخته شده است. این خودرو، بر پایه خودروهای اِسپُرت آریل اتم و لوتوس الیزه (برای بیست آلفا ایکس بلک‌برد) ساخته شده. و از پلتفرم آن‌ها استفاده می‌کند. در ساخت این خودرو از آلیاژهای مخصوصی از جمله فایبرگلاس و آلومینیوم استفاده می‌شود. 

## مدل‌ها

### بیست
رضوانی بیست، مدل پایه این سری است. با این حال، گران‌تر از نوع تارگا است و میانگین قیمت آن ۵۰۰٬۰۰۰ دلار آمریکا است. به‌دلیل کانورتیبل بودن، این خودرو لقب «رضوانی بیست خودروی اسپرت» را به خود اختصاص داده است. بیست توسط طراح آذربایجانی سمیر سادیخ اوف طراحی شده است.
بیست دارای یک موتور چهارسیلندر خطی سوپرشارژ ۲٫۴ لیتری با میل بادامک دوگانه و سردکن سیال است که ۳۰۰ اسب بخار (۲۲۴ کیلووات؛ ۳۰۴ اسب بخار متری) توان دارد. این توان توسط یک جعبه‌دنده ۶ سرعته دستی که تنها گیربکس موجود برای این مدل است، به چرخ‌های عقب منتقل می‌شود. این خودرو دارای شاسی لوله‌ای کرومولی و بدنه فیبر کربنی دولایه بدون در است. پایه‌ها از اتم آریل است. چرخ‌ها به‌طور کامل از آلومینیوم فورج ساخته شده است.
در ادامه نسخه ۵۰۰ اسب بخار (۳۷۳ کیلووات؛ ۵۰۷ اسب بخار متری) بیست ارائه شد. خودرو همان ظاهر بیست قدیمی را دارد، با شتاب ۰–۶۰ مایل بر ساعت (۰–۹۷ کیلومتر بر ساعت) ۲٫۹ ثانیه، تفاوت اصلی دراین خودرو قدرتمند است. وزن ۷۵۰ کیلوگرم (۱٬۶۵۳ پوند) که باعث می‌شود نسبت توان به وزن خودرو روی ۶۶۶٫۶ اسب بخار (۴۹۷٫۱ کیلووات؛ ۶۷۵٫۸ اسب بخار متری) در هر تن تنظیم شود.
مدل پایه بیست در یک سال طراحی شد، بیست همچنین دارای کالیپرهای ترمز، دیسک‌های اصلی آریل اتم و بوق سفارشی است. از آنجایی که خودرو کانورتیبل است، باید چرم ضدآب نصب شود.

### بیست آلفا
بیست آلفا در اصل یک نسخه <<کوپه>> از مدل بیست است. این خودرو در سال ۲۰۱۶ در یک سخنرانی رضوانی به نمایش درآمد. اگرچه آلفا یک مدل پایه نیست، اما ارزان‌تر از همتای خودروی اسپرت خود با ۹۵٬۰۰۰ دلار آمریکا بود، زیرا قیمت آن پس از عرضه کاهش یافته است. در ابتدا ۲۰۰٬۰۰۰ دلار آمریکا بود. کاهش قیمت این خودرو از سال ۲۰۱۸ آغاز شد.
این خودرو شامل درهایی خاص می‌باشد که رضوانی آن را درهای «سایدوایندر» می‌نامد؛ درهایی است که به طرفین بیرون زده و به جلو می‌لغزند. این تنها مدل بیست است که این درها را دارد. با اینکه این دربها استاندارد نیست، اما یک آپشن با قیمت ۱۰٬۰۰۰ دلار آمریکا به‌شمار می‌رود.
این خودرو دارای یک موتور چهارسیلندر خطی توربوشارژ ۲٫۴ لیتری جدید است که توسط کازوورث تنظیم شده است که ۵۰۰ اسب بخار (۳۷۳ کیلووات؛ ۵۰۷ اسب بخار متری) تولید می‌کند. شتاب ۰–۶۰ مایل بر ساعت (۰–۹۷ کیلومتر بر ساعت) این خودرو معادل ۳٫۵ ثانیه است که کمتر از بیست معمولی است. بیشینه سرعت آلفا ۱۷۵ مایل بر ساعت (۲۸۲ کیلومتر بر ساعت) است. نیروی این خودرو توسط یک گیربکس دستی ۶ سرعته به چرخ‌های عقب منتقل می‌شود. به جای شاسی کرومولی، شاسی آلومینیومی است.
وزن این خودرو کمی سنگین‌تر می‌باشد، یعنی ۷۵۵ کیلوگرم (۱٬۶۶۴ پوند) که باعث می‌شود نسبت توان به وزن خودرو کمتر شود که این عدد معادل ۶۶۲٫۳ اسب بخار (۴۹۳٫۹ کیلووات؛ ۶۷۱٫۵ اسب بخار متری) در هر تن است. در واقع این موضوع به دلیل اضافه شدن ویژگی‌های جدید همچون تهویه مطبوع، کنترل کشش قابل انتخاب توسط راننده، کیسه هوا، سقف (سبک تارگا، قابل جابجایی)، کنترل آب و هوا، و درهای کاربردی ایجاد شده است.
نام آلفا به دلیل استفاده از آن در مدل‌های اولیه قبل از محصول نهایی، کمی شبیه به این رتبه‌بندی مشخصات پایین‌تر است.
آپشن‌های این خودرو بسیار گران هستند. به عنوان مثال، یک گیربکس ۶ سرعته نیمه‌خودکار با شیفترهای پدال با قیمت ۱۵٬۰۰۰ دلار آمریکا و درهای "Sidewinder" به‌طور متوسط با قیمت ۱۰٬۰۰۰ دلار آمریکا در دسترس هستند.

### بیست ایکس
بیست ایکس، قدرتمندترین نوع بیست محسوب می‌شود که قیمتی حدود ۱۵۹٬۰۰۰ تا ۲۷۰٬۰۰۰ دلار دارد. قیمت‌ها متفاوت است زیرا دو نوع وجود دارد. یکی برای بیست و دیگری برای بیست آلفا.
تنها پنج دستگاه از این خودرو تولید خواهد شد. ایکس کانورتیبل شامل ۲٫۵ لیتری کازوورث چهارسیلندر خطی است اما این بار توسط یک جفت بورگ وارنر توربوشارژ می‌شود. این ۷۰۰ اسب بخار (۵۲۲ کیلووات؛ ۷۱۰ اسب بخار متری) از بین می‌برد. همراه با وزن محدود ۷۵۰ کیلوگرم (۱٬۶۵۳ پوند) نسبت توان به وزن خودرو ۹۳۳٫۳ اسب بخار (۶۹۶٫۰ کیلووات؛ ۹۴۶٫۲ اسب بخار متری) در هر تن است. طراحی خودرو برای اهداف آیرودینامیکی کمی تغییر کرده است. شکاف‌های هوا و جلوپنجره‌های گلگیر و همچنین یک اسپویلر جدید که شباهت زیادی به پاگانی زوندا سی۱۲ دارد، اضافه شده است. جلو و عقب برای افزودن نیروی رو به پایین اضافی، همراه با شکاف‌ها، مشبک‌ها و اسپویلر اصلاح شده‌اند. این نیرو توسط یک جعبه‌دنده ۶ سرعته دستی به چرخ‌های عقب ارسال می‌شود که یک جعبه‌دنده نیمه‌خودکار به عنوان آپشن برای ایکس است. این خودرو دارای شتاب ۰–۶۰ مایل بر ساعت (۰–۹۷ کیلومتر بر ساعت) در ۲٫۵ ثانیه است.

### بیست آلفا ایکس
نسخه کوپه ایکس دارای همان ۲٫۵ لیتری توربوشارژ کازوورث چهارسیلندر خطی است، اما فقط ۵۲۵ اسب بخار (۳۹۱ کیلووات؛ ۵۳۲ اسب بخار متری) نیرو تولید می‌کند. هیچ قطعه آیرودینامیکی اضافه نشده است، و اساساً همان طراحی بیست آلفا است. وزن آن با بیست و بیست ایکس برابر ۷۵۰ کیلوگرم (۱٬۶۵۳ پوند) است. نسبت توان به وزن ۷۰۰ اسب بخار (۵۲۰ کیلووات؛ ۷۱۰ اسب بخار متری) در هر تن است. قدرت توسط یک جعبه‌دنده ۶ سرعته دستی ارائه می‌شود. بدنه این خودرو از فیبر کربن ساخته شده است.

### بیست آلفا ایکس بلک‌برد
افراطی‌ترین نسخه بیست آلفا با نام بیست آلفا ایکس بلک‌برد در سال ۲۰۱۸ عرضه شد. این خودرو دارای بدنه‌ای ساخته شده از فیبر کربن، درب‌های جانبی، عنصر مشخصه بیست آلفا و موتور ۲٫۵ لیتری توربوشارژ خطی-۴ است که با همکاری کازوورث ۷۰۰ اسب بخار (۷۱۰ اسب بخار متری؛ ۵۲۲ کیلووات) نیرو تولید می‌کند. قدرت از طریق یک گیربکس۶ سرعته دستی به چرخ‌های عقب منتقل می‌شود؛ در حالی که جعبه‌دنده دستی متوالی به‌صورت آپشن در دسترس است. وزن نیز به ۲٬۱۵۰ پوند (۹۷۵ کیلوگرم) کاهش یافته است. با توجه به ارتقاء، خودرو قادر به شتاب‌گیری از ۰–۶۰ مایل بر ساعت (۰–۹۷ کیلومتر بر ساعت) در ۲٫۹ ثانیه است. راحتی سرنشینان نیز در نظر گرفته شده و ویژگی‌هایی مانند شیشه برقی، تهویه مطبوع، سیستم قفل مرکزی و سیستم اطلاعات سرگرمی به صورت استاندارد در نظر گرفته شده است. این خودرو با قیمت پایه ۳۳۰٬۰۰۰ دلار آمریکا موجود است.

### بیست ۲۰۲۴
رضوانی در کالیفرنیا اواخر روز چهارشنبه از بیست ۲۰۲۴، جانشین اولین مدل این شرکت که یک دهه پیش عرضه شد، رونمایی کرد. ویژگی‌های کلیدی شامل طرح موتور وسط، شاسی C8 شورلت کوروت، بدنه فیبر کربنی سبک‌وزن و موتور ۶٫۲ لیتری وی۸ توربوشارژ دوقلو است. رضوانی تمام خودروهای خود را بر روی شاسی‌های اهداکننده می‌سازد. اولین مدل بیست از شاسی آریل اتم بریتانیایی استفاده می‌کرد که به کاهش وزن به ۱۴۷۰ پوند کمک کرد. بیست ۲۰۲۴ با وزن ۲۹۶۰ پوند سنگین‌تر است، اما قدرت بسیار بیشتری نیز دارد. به گفته رضوانی، حداکثر توان ۱۰۰۰ اسب بخار یا برای شتاب ۰ تا ۶۰ مایل در ساعت در ۲٫۵ ثانیه و زمان ۱٫۴ مایل در ۹٫۶ ثانیه کافی است. رانندگی از طریق گیربکس ۸ سرعته اتوماتیک دوکلاچه کوروت به چرخ‌های عقب منتقل می‌شود. بیست ۲۰۲۴ بر روی چرخ‌های ۲۰ اینچی در جلو و چرخ‌های ۲۱ اینچی در عقب سوار می‌شود. آنها در تایرهای میشلین پایلوت اسپورت کاپ "2 R" با ابعاد ۲۷۵/۳۰ در جلو و ۳۵۵/۲۵ در عقب پیچیده شده‌اند. درهای دو وجهی منحصر به فرد به صورت عمودی باز می‌شوند. بیست ۲۰۲۴ به ۲۰ نمونه محدود شده است که قیمت هر کدام از ۴۸۵۰۰۰ دلار شروع می‌شود. یک لیست طولانی از گزینه‌ها قیمت را افزایش می‌دهد. این لیست شامل تعدادی ویژگی است که معمولاً در سدانهای زرهی و شاسی‌بلندها یافت می‌شود، از جمله محافظت بالستیک برای بدنه و پنجره‌ها. رضوانی همچنین پکیج ۰۰۷ را ارائه می‌دهد، نامی که به عنوان اشاره‌ای به معروف‌ترین جاسوس جهان انتخاب شده است. در این بسته ویژگی‌های ایمنی مانند آژیر، چراغ‌های کورکننده، دستگیره‌های برقی در، دوربین دید در شب حرارتی، لاستیک‌های "run-flat" درجه‌بندی نظامی، پخش‌کننده اسپری فلفل و حتی یک صفحه دود گنجانده شده است. همچنین شخصی‌سازی‌هایی اعم از رنگ داخلی و اگزوزها و دیگر موارد قیمت آن را تا ۵۹۷۰۰۰ دلار افزایش می‌دهد.

## بازخورد
جف گلاکر از کانال The Hooniverse به نقد و بررسی رضوانی بیست پرداخت. او اشاره کرد که این خودرو از یک سکوی بسیار خوش ساخت (آریل اتم)، موتور خوب، سامانه تعلیق خوب و ظاهر زیبا بهره می‌برد. دید رو به جلو به خوبی انجام شده بود، اما آینه‌های جانبی چندان کاربردی نبودند. رانندگی در این خودرو از قبل دشوار بود، اما گلاکر اشاره کرد که رضوانی فاصله دو محور را کمی تغییر داده تا پایداری بهتری داشته باشد. فرمان قابل جابجایی برای ورود و خروج بهتر در خودرو ساخته شده است. سیستم تعلیق شگفت‌انگیز بود و به لطف عرض، چسبندگی بسیار خوبی داشت. تعویض دنده نیز به خوبی انجام می‌شد، کلاچ سریع بوده و پدال‌ها خوب بودند. گلاکر همچنین اشاره کرد که هندلینگ این خودرو به دلیل عدم وجود فرمان برقی بسیار خام احساس می‌شود.
مت فرح، یک رضوانی بیست را بررسی کرد و با آن در بزرگراه اورتگا ایالتی کالیفرنیا مسیر ۷۴ رانندگی کرد. او اشاره کرد که فرمان خودرو بسیار سفت است و باعث می‌شود که حس یک نمونه اولیه لمانز یا خودروی فرمول یک را ایجاد کند که مدیریت در جاده‌ها را دشوار می‌سازد. وی همچنین اشاره کرد که پدال گاز برای فشار دادن سنگین است و فرمان بدون کمک برقی و داشتن لاستیک‌های بزرگ فرمان‌پذیری را سخت‌تر می‌کند. او سپس بیان کرد که ترمز خیلی پایدار نیست، خودرو شبیه یک خودروی مسابقه واقعی است و نه یک خودروی جاده‌ای که احساس خودروی مسابقه را برآورده کند، و اینکه شعاع گردش کمی بد بود. خودرو هم از نظر فرمان خیلی حساس بود. به دلیل این نکات منفی در هنگام رانندگی، او اظهار داشت که رانندگان حرفه‌ای قادر به تحمل مشکلات هستند، اما تازه‌کارها ممکن است نتوانند با آن کنار بیایند. همچنین باعث ترس او از فشار بیشتر شد. از جنبه مثبت، او اشاره کرد که استایل زیبا بود، سریع بود و سوپرشارژر صدای خودرو را خوب می‌کرد. به‌طور کلی، مت فرح گفت که این خودرو ۱۵۹٬۰۰۰ دلار آمریکا ارزش ندارد، اما او خوشحال است که این ماشین وجود دارد زیرا جذاب و منحصر به فرد است.